# クサノオウ
クサノオウ（広義の学名: Chelidonium majus）は、ケシ科クサノオウ属に属する一年生（越年草）の草本植物である。本項では属と種をあわせて解説する。

## 名称
本種の和名クサノオウについては以下の3つの命名由来説がある。
1. 植物体を傷つけると黄色から橙色の乳汁を滲出するので草の黄であるという説。
2. 皮膚疾患に有効な薬草という意味で瘡（くさ）の王だという説。
3. 皮膚疾患以外にも鎮痛剤として内臓病に用いられたことから、薬草の王様という意味で草の王である。という説。

またイボクサ（疣草）、タムシグサ（田虫草）、ヒゼングサ（皮癬草）、チドメグサ（血止草）などの地方名があるが、いずれも皮膚病の薬として用いたことに由来する。 チドメグサの名はまったく別種の草本の標準和名でもある。（⇒チドメグサ）
属の学名 Chelidonium は、ギリシャ語のツバメに由来する。これは母燕が本種の乳汁でヒナの眼を洗って視力を強めるという伝承にもとづいている。薬効もあるが、有毒成分も多く含んでいるため、目を洗うのは避けるべきである。

## 分布
種としてのクサノオウ Chelidonium majus はユーラシア大陸一帯とその周辺に広く分布する植物で、ヨーロッパから北アメリカへも移植され同地にも広く分布している。日本には北海道から九州まで分布している。日本を含めた東アジアの温帯域に分布するものはヨーロッパ産種の1変種として扱われ var. asiaticum の変種名が付与されている。ただ、The Plant Listでは C. majus var. asiaticum H.Hara は C. asiaticum (Hara) Krahulc. のシノニム扱いとされている。草地、林縁、道端などに自生する。

## 形態・生態
越年草。前年の秋に散布された種子はすぐに発芽して根出葉から成るロゼットを形成し越冬する。春になると中空の茎を直立させ、草丈40 - 80センチメートル (cm) 程度までに育つ。葉は長い柄をもって互生し、1 - 2回程度で深裂した羽状複葉となって30 cmまでに伸びるが、複雑な形とも評される。
花期は初夏（5 - 7月）。枝の先に数個の花を咲かせ、花は直径2 cm程度の鮮やかで美しい黄色の4弁花で、稀に八重咲きの株がある。花姿や色は、大きさに違いはあるが、近縁のヤマブキソウ（ケシ科）によく似ている。花蕾を包んでいた毛の生えた2枚の萼片は、開花と同時に散り落ちる。長さ3 - 4 cmの莢が上を向いて実る。莢中にある半球形の種子は黒く、同じケシ科の植物タケニグサ、ケナシチャンパギクと同じように種子枕（エライオソーム）が付着しており、これに誘引された蟻が餌として持ち帰り、種子枕を収穫した後は種子部分は廃棄することにより散布、播種される。
茎葉を傷つけると、多種にわたる有毒アルカロイド成分を含む、橙黄色の乳汁を滲出させる。この乳汁は皮膚に触れると炎症を起すことが多くある。皮膚の弱い人は植物体も触れると炎症を発生させる場合があるという。
- クサノオウの葉
- 上の葉を千切ったところ。橙黄色の乳液がにじみ出る。
- 莢

## 人との関係
本項も種としてのクサノオウについて記す。

### 毒草として
白い毛で覆われた草全体がやわらかく、いかにも食べられそうにも見えるが、全草に約21種のアルカロイド成分を含み、その多くが人にとって毒性が強い有毒植物である。本種を特徴づける黄色い乳汁などはその最たるものであるが、古くから薬用に供されており毒性が知れわたっていたからか、誤食による中毒事故は少ない。乳汁が皮膚に触れると炎症を起こす場合があり、誤食すると胃腸がただれ、昏睡、呼吸麻痺、感覚末梢神経麻痺などを起こす可能性がある。動物実験では嘔吐のデータがある。
クサノオウにはケリドニウムアルカロイドが多く含まれる。本種に含まれるアルカロイド成分の1つ、ケリドニン（chelidonine）にはケシから採取されるモルヒネに似た中枢神経抑制作用がある。もっともその効果はモルヒネよりはるかに弱い。ちなみにケリドニンの名の由来は本種の属名である。このほかプロトピン（protopine）やケリジメリン (chelidimerine)、サンギナリン（sanguinarine）、ケレリトリン (chelerythrine)、リンゴ酸、ベルベリン（berberine）、ケリドン酸（chelidonic acid）などが含まれる。観賞用に持ち込まれているカナダケシも同じようなサンギナリンなどの成分を含んだ橙色の乳汁を出す。

### 薬草として
古くから主に民間療法において薬草として使用されてきた歴史がある。漢方ではつぼみの頃に刈り取った地上部を乾燥させたものを白屈菜と称し、特にいぼ取りや、水虫、いんきんたむしといった皮膚疾患、外傷の手当てに対して使用された。また煎じて服用すると消炎性鎮痛剤として作用し胃病など内臓疾患に対して効果がある、ともされている。しかし胃などの痛み止めとして用いる際には嘔吐や神経麻痺といった副作用も現れる。湿疹、疥癬、たむし、いぼといった皮膚疾患の外用薬としても有効だが、有毒植物であるために内服用も外用も、素人が処方なしで用いるのは危険である。ただ、三橋 (1998) はこのような危険性について断り書きを入れたうえで、外用する際の具体的な使用法を以下のように紹介している。
- 湿疹の際には白屈菜を約50グラム煎じた液で患部を洗浄する。ただし、煎じるための水の量が不明で危険である。
- 打撲、腫れ物、虫さされ、たむし、疥癬などの場合には、花期の葉を採取して細かく刻んで焼酎に漬けたものを患部に塗布する。焼酎の量と漬け込むクサノオウの量が不明で危険である。

現代においても効果的な下剤として利用可能という説で評価がされているが、毒性が強いのでその使用は専門家の指導を仰ぐべきである。
西洋ではケリドニンの中枢神経抑制作用を利用してアヘンの代替品として用いられたり、癌の痛み止めにも使用された。日本では晩年に胃癌を患った尾崎紅葉がこの目的で使用したことで特に有名であるが、本種自体が強い毒性を併せ持つので現在は用いられない。

## クサノオウ属
クサノオウ属 Chelidonium は、1属1種と考えられているが、アジアには数種が存在するとする見解もある。日本と中国に分布するヤマブキソウは本属に含められる場合があるが、牧野富太郎の所有していた標本にはヤマブキソウ属 Hylomecon の記入もされており、牧野の著した牧野植物図鑑においても、本属ではなくヤマブキソウ属に分類されている。ヤマブキソウについては、YListでは、ヤマブキソウ属 Hylomecon を標準とし、クサノオウ属 Chelidonium はシノニムとしている。